# Hopliteccopsis
Hopliteccopsis là một chi bướm đêm thuộc phân họ Olethreutinae, họ Tortricidae Tortricidae.

## Các loài
- Hopliteccopsis amemorpha Diakonoff, 1963
- Hopliteccopsis crocostoma Diakonoff, 1992
- Hopliteccopsis maura Diakonoff, 1983